# 臺北市行政區劃
臺北市行政區劃係描述與今臺灣臺北市相關之行政區劃沿革，及現今臺北市之行政區劃範圍。
目前臺北市劃分為12個區，其中面積最大和最小的行政區分別是士林區和大同區，兩區面積分別為62.3682平方公里和5.6815平方公里；人口最多和最少的行政區分別是大安區和南港區，2024年底兩區人口分別為289,908人和112,643人；人口密度最高和最低的行政區分別是大安區和北投區，2024年底兩區人口密度分別為每平方公里25,517人和每平方公里4,235人。

## 歷史

### 明鄭至清治時期

#### 隸屬天興縣、諸羅縣時期（1661年－1722年）
明鄭時期（1661年－1683年），今臺北市轄區隸屬於承天府天興縣（1664年改制為天興州），縣（州）治設於佳里興（今屬臺南市佳里區），實際管轄區域僅止於半線（今屬彰化縣）。其時臺北地區仍屬平埔族群的生活範圍，漢人尚未入墾，亦未設置任何次級行政區。
1683年（清康熙二十二年，南明永曆三十七年）施琅率領清軍攻佔臺灣，次年設置一府三縣，該地區改隸臺灣府諸羅縣。諸羅縣轄區沿襲明鄭時期的天興縣，縣治初期仍設於佳里興，至1704年（康熙四十三年）始遷至諸羅山（今嘉義市）。在康熙年間（1683年－1722年），臺北地區漢人足跡仍然罕見，僅有原住民的番社，而無漢人的保庄，最近的官府人員為派駐於淡水城的水師十人。依據郁永河在《裨海記遊》中的記載：「淡水總社下轄二十三社」，其中位於今臺北市境內的有十社，即麻少翁社、內北頭社、里族社、麻里折口社、答答攸社、巴浪泵社、奇武卒社、里末社、雷里社及荖釐社。

#### 隸屬淡水廳時期（1723年－1874年）
1723年（雍正元年），割虎尾溪以北設彰化縣，縣治為彰化，並劃大甲溪以北為淡水廳。初期淡水廳僅設淡水同知主管北路防務，行政事務仍隸彰化縣。1731年（雍正九年），正式割大甲溪以北隸屬淡水廳。廳治初期仍設於半線街，1731年暫移沙轆，1733年（雍正十一年）正式遷至竹塹。
乾隆年間（1736年－1795年），臺北地區已設有漢人堡里。依據1740年（乾隆五年）劉良璧《重修福建臺灣府志》的記載：淡水保下轄二十五庄，其中位於今臺北市境內的有九庄，即關渡庄、北投庄、八芝蓮林庄、奇里岸庄、瓦笠庄、大佳臘庄、大灣庄、永興庄及圭母子庄。
而依據1760年（乾隆二十五年）余文儀《續修福建臺灣府志》的記載：今臺北市境內的漢人聚落已增聚至二街二十三庄，即艋舺渡頭街、八芝蘭林街、周厝崙庄、萬盛庄、古亭庄、奇武卒庄、大浪泵庄、中崙庄、下埤頭庄、大加臘庄、上埤頭庄、興福庄、內埔仔庄、新庄仔庄、嗒嗒攸庄、貓裏錫口庄、里族庄、內湖庄、南港仔庄、石角庄、八芝蘭林庄、瓦笠庄、北投庄、奇里岸庄及干豆庄。相對的，原住民部落已大幅減少，僅餘搭搭攸社、毛少翁社及北投社三社。
到了同治年間（1862年－1874年），北臺灣人口已更為密集。此時淡水廳管轄六鄉、十二堡、三百四十一庄，位於今臺北市境內的有：
- 興直堡（共十九庄）一庄：關渡庄。
- 芝蘭堡（共三十二庄）八庄：劍潭庄、內湖庄、角角溝、芝蘭街、毛少翁社、淇裏岸庄、北投社、嗄嘮別庄。
- 大加臘堡（共一十六庄）悉在境內：艋舺下嵌庄、三板橋庄、古亭庄、大灣庄、林口庄、上陂頭庄、錫口街、新南庄、南港仔街、搭搭攸庄、東勢庄、新庄仔庄、奎府聚庄、大隆同庄、社仔庄、溪洲底庄。
- 拳山堡（共一十四庄）六庄：公館街、溪仔口庄、十五分庄、內湖庄、木柵庄、頭重溪庄。
- 擺接堡（共一十七庄）一庄：加蠟仔庄。

而位於今臺北市境內的原位民部落則有雷里社、搭搭攸社、毛少翁社及北投社四社。

#### 隸屬淡水縣時期（1875年－1895年）
1875年（光緒元年），北臺灣增設臺北府，管轄大甲溪以北直達後山，下設三縣一廳。原淡水廳以頭重溪為界拆分成淡水、新竹兩縣，東北部另置基隆廳。府治初設於竹塹，1878年（光緒四年）移至艋舺。1879年（光緒五年），淡新正式分治。
淡水縣初轄十四堡，1887年（光緒十三年）淡水、基隆正式分界後移出四堡歸基隆廳。依據1879年（光緒五年）的文獻記載，今臺北市境內的堡庄有：
- 大加臘堡（共三十四庄、四社）悉在境內：奎府聚庄、大龍峒庄、溪洲底庄、溪沙尾庄、八甲庄、下崁庄、頂崁庄、龍匣口庄、古亭村庄、林口庄、頂下內埔庄、大安庄、六張犂庄、三張犂庄、五分埔庄、中陂庄、三板橋庄、牛埔庄、番子埔庄（後稱西新庄子、中庄子）、上陂頭庄、下埤頭庄、朱厝崙庄、中崙庄、下塔攸庄、上塔攸庄、里族庄、東勢庄、興雅庄、錫口街、后山陂庄、新庄仔庄、山重埔庄、大湖庄、南港仔庄、奎泵社、錫口社、里族社、塔塔攸社。
- 芝蘭一堡（共二十二庄、一社）悉在境內：大直庄、林口庄、員山仔庄、福德洋庄、棋林厝庄、社子庄、洲尾庄、石角庄、南雅庄、三角埔庄、東勢庄、番仔仔庄、庄仔頂庄、草山庄、公館地庄、菁礐庄、雙溪庄、番子嶺庄、平頂庄、北勢湖庄、里族庄、內湖庄、毛少翁社。
- 芝蘭二堡（共十六庄、一社）十五庄、一社：中洲庄、浮洲庄、北投庄、牛稠內庄、山腳庄、頂北投庄、石牌淇里岸庄、石牌山腳庄、紗帽坑庄、磺溪庄、下竹子湖庄、上竹子湖庄、后山上坪庄、鹿角坑庄、嗄嘮別、內北投社。
- 擺接堡（共三十五庄）一庄：加蚋仔庄。
- 拳山堡（共二十一庄）四庄：萬盛庄、興福庄、內湖庄、頭前溪庄[6]。

### 日治時期

#### 隸屬臺北縣時期（1895年－1901年）
1895年（日明治二十八年，清光緒二十一年）6月，日本公布《臺灣島地方假官制制定件》，7月公布《地方官假官制制定件》劃設地方行政區，以清政府時期的三府一直隸州為基礎，改制為「三縣一廳」，並在縣、廳之下設有十二支廳。今臺北地區由臺北縣直轄，並不屬於任何支廳。同年8月，全臺改制為「一縣二民政支部一廳」，今臺北地區不受影響，仍由臺北縣直轄。1896年（明治二十九年）4月，恢復為「三縣一廳」，今臺北地區轄屬未受影響。
1897年（明治三十年）6月，全臺行政區重劃為「六縣三廳」，並廢除支廳，改設管轄範圍較小的辦務署。原臺北縣分割為臺北、新竹兩縣及宜蘭廳，版圖縮小後的臺北縣下轄臺北、士林、新庄、三角湧、景尾、桃仔園、中壢、滬尾、樹林口、基隆、水返腳、頂雙溪、金包里等十三個辨務署。今臺北地區相關辦務署為：
- 臺北辦務署：轄大加蚋堡，悉在境內。
- 士林辦務署：轄芝蘭一堡、芝蘭二堡，大部份在境內。
- 新庄辦務署：轄興直堡、擺接堡，其中擺接堡一個庄（加蚋仔庄）在境內。
- 景尾辦務署：轄文山堡，其中四個庄在境內[8]。

1898年（明治三十一年）4月，全臺行政區合併為「三縣三廳」，同時辦務署也進行整併。臺北、新竹兩縣再度併為臺北縣，下轄臺北、三角湧、景尾、桃仔園、滬尾、基隆、水返腳、頂雙溪、新埔、新竹等十個辨務署。今臺北地區相關辦務署為：
- 臺北辦務署：轄大加蚋堡、芝蘭一堡、芝蘭二堡，大部份在境內。
- 景尾辦務署：轄文山堡，其中四個庄在境內。
- 三角湧辦務署：轄興直堡、擺接堡、海山堡，其中擺接堡一個庄（加蚋仔庄）在境內[9]。

#### 隸屬臺北廳、深坑廳時期（1901年－1920年）

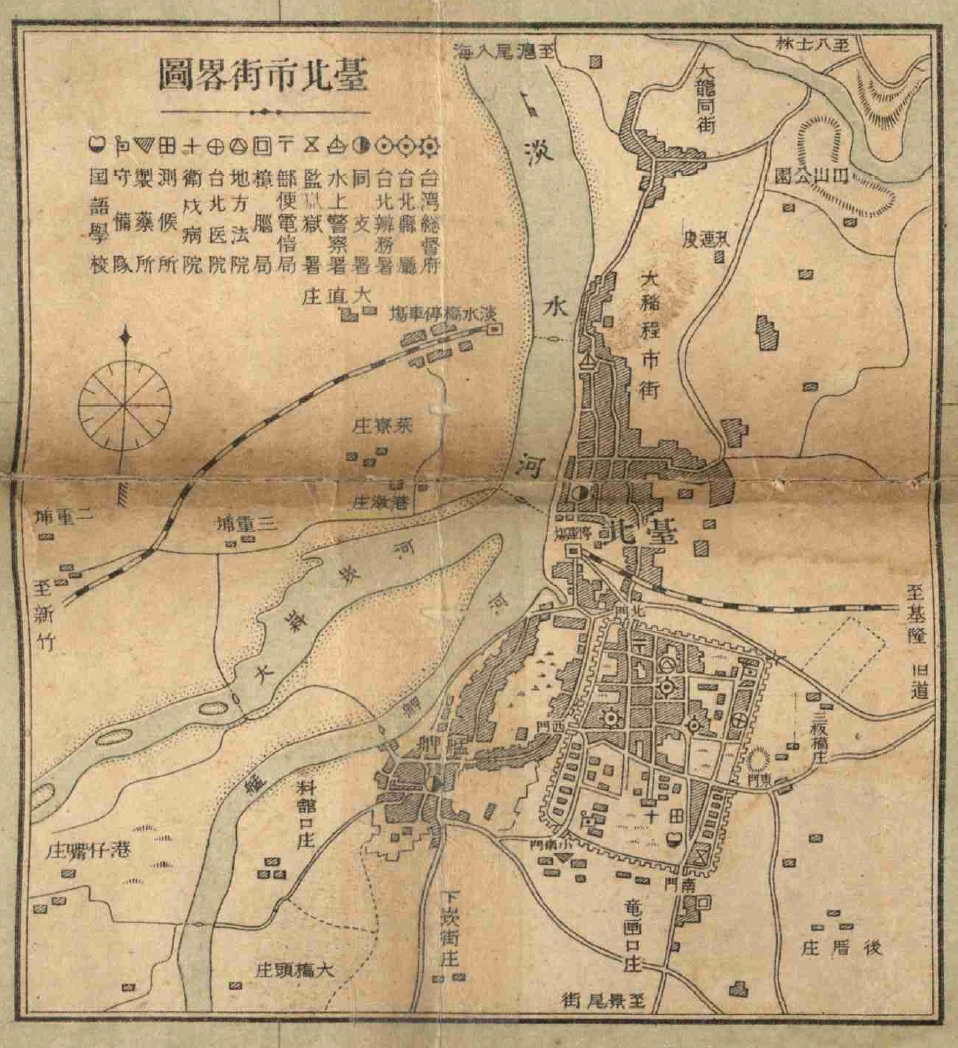
1901年臺北市街略圖

1915年臺北廳行政區劃（不含蕃地）

1901年（明治三十四年）10月，全臺行政區大幅改制。廢縣設「二十廳」，廳下廢辦務署或出張所而改設「支廳」，廳治所在地不另設支廳。原有臺北縣轄區被拆分為臺北廳、基隆廳、深坑廳、桃仔園廳及新竹廳五個廳。今臺北地區大部分隸屬屬臺北廳，小部分隸屬深坑廳。臺北廳下轄錫口、士林、新庄、枋橋、滬尾及小基隆六支廳，深坑廳則下轄景尾、坪林尾二支廳，其中景尾支廳於1909年（明治四十二年）9月改稱新店支廳。今臺北地區相關支廳如下：
- 臺北廳直轄：轄大加蚋堡中西部各街庄，另轄擺接堡加蚋仔庄，悉在境內。
- 臺北廳錫口支廳：轄大加蚋堡東部各街庄，另轄芝蘭一堡三個庄，悉在境內。
- 臺北廳士林支廳：轄芝蘭二堡全部及芝蘭一堡其餘街庄，大部分在境內。
- 深坑廳景尾（新店）支廳：轄文山堡部分地區，僅萬盛庄、興福庄及內湖庄在境內[10]。

1909年（明治四十二年）10月，全臺二十廳裁併為「十二廳」，廳直轄及支廳下設區，管轄街、庄、社。原臺北、基隆二廳及深坑廳之一部分合併為新的臺北廳，今臺北地區全部屬之。臺北廳下設錫口、枋橋、新庄、士林、滬尾（1912年9月改稱淡水）、小基隆（1915年2月廢止，併入淡水）、金包里、水返腳、基隆、瑞芳（1915年2月廢止，併入基隆）、頂雙溪、深坑、新店等十三個支廳。今臺北地區相關支廳、區如下：
- 直轄
  - 艋舺區：轄大加蚋堡臺北城內、艋舺，悉在境內。
  - 大稻埕區：轄大加蚋堡大稻埕，悉在境內。
  - 大龍峒區：轄大加蚋堡大龍峒街、番仔溝庄、山仔腳庄、牛埔庄、西新庄仔庄、中庄仔庄、下陂頭庄、朱厝崙庄、上陂頭庄、中崙庄，悉在境內。
  - 古亭村區：轄大加蚋堡下崁庄、崁頂庄、龍匣口庄、古亭村庄、林口庄、三板橋庄、頂內埔庄、大安庄、下內埔庄、六張犁庄；另轄擺接堡加蚋仔庄，悉在境內。

- 錫口支廳
  - 錫口區：轄大加蚋堡錫口庄、舊里族庄、頂東勢庄、興雅庄、三張犁庄、五分埔庄、中陂庄、上塔悠庄、下塔悠庄，悉在境內。
  - 南港區：轄大加蚋堡南港三重埔庄、東新庄子庄、後山陂庄、後山庄、四分仔庄、南港舊庄、南港大坑庄、山腳窟庄 ，悉在境內。
  - 內湖區：轄芝蘭一堡北勢湖庄、內湖庄、新里族庄，悉在境內。

- 士林支廳
  - 士林區：轄芝蘭一堡士林庄、林仔口庄、福德洋庄、大直庄、石角庄、湳雅庄、洲尾庄、三角埔庄、下東勢庄、公館地庄、永福庄、雙溪庄、埤頂庄、菁礐庄、草山庄、七股庄，悉在境內。
  - 社仔區：轄芝蘭一堡社子庄、溪洲底庄，悉在境內。
  - 北投區：轄芝蘭二堡唭里岸庄、北投庄、石牌庄、嗄嘮別、頂北投庄、竹仔湖庄，悉在境內。
  - 和尚洲區：轄芝蘭二堡和尚洲樓仔厝庄、和尚洲水湳庄、和尚洲中路庄、和尚洲南港仔庄、和尚洲溪墘庄、和尚洲中洲埔庄，僅和尚洲中洲埔庄在境內。

- 新店支廳
  - 景尾區：轄文山堡萬盛庄、興福庄，悉在境內。
  - 安坑區：轄文山堡安坑庄，不在境內。
  - 新店區：轄文山堡大坪林庄、青潭庄、直潭庄，不在境內。
  - 木柵區：轄文山堡內湖庄，悉在境內。

- 深坑支廳
  - 坡內坑區：轄文山堡坡內坑庄，土名抱仔腳，悉在境內。
  - 深坑區：轄文山堡深坑仔庄、土庫庄、升高坑庄、烏月庄、萬順寮庄、阿柔坑庄，不在境內。
  - 小格頭區：轄文山堡小格頭等庄，不在境內。
  - 楓子林區：轄文山堡楓子林等庄，不在境內。
  - 石碇區：轄文山堡石碇街等街庄，不在境內[11]。

#### 州轄市時期（1920年－1945年）

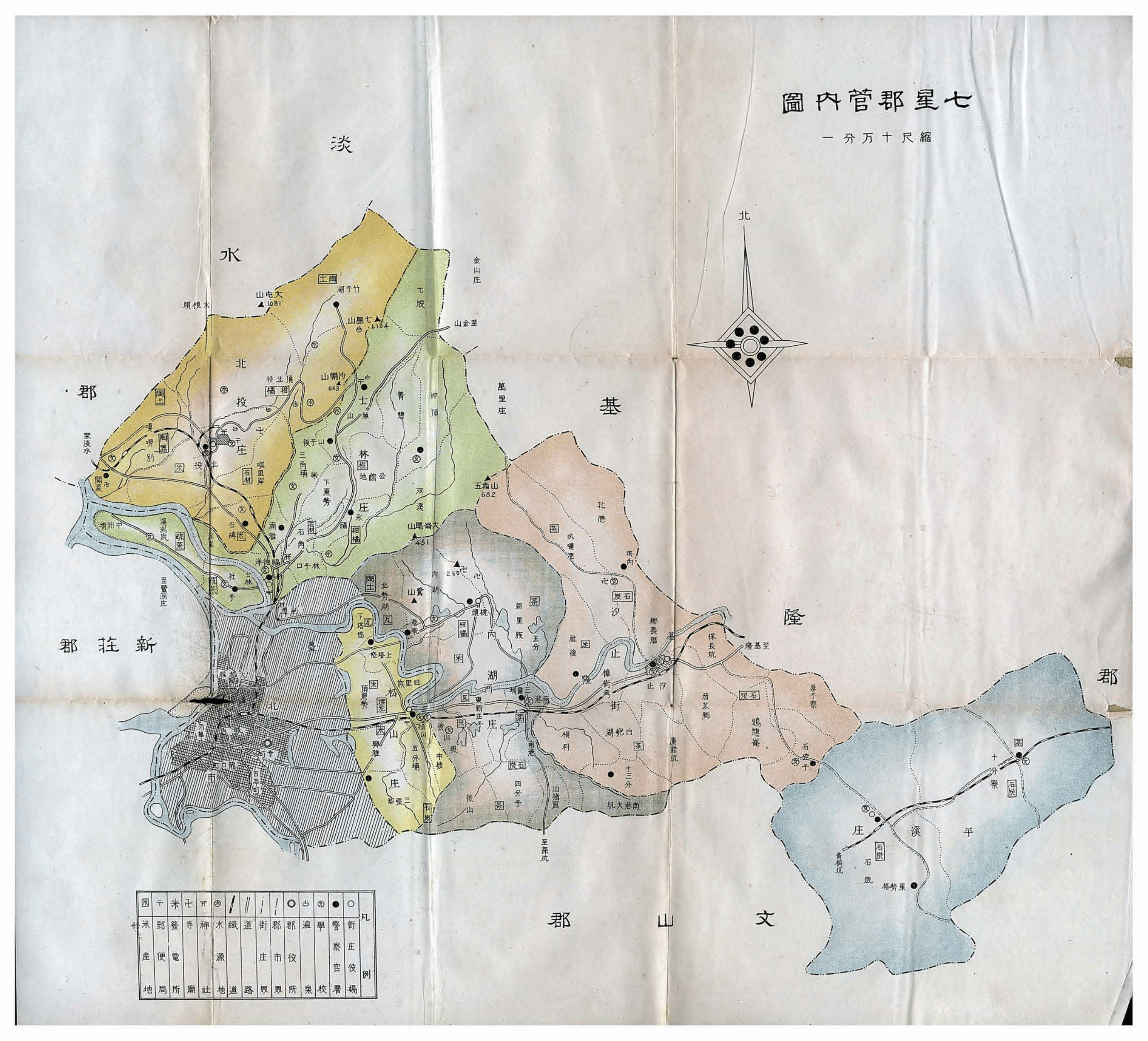
1932年的臺北州轄下的臺北市及七星郡。

1920年（大正九年）9月，全臺行政區大幅改制，廢除廳、支廳、區及堡／里、街／庄／澳制，改行州／廳、市／郡／支廳、街／庄、大字、小字制。全臺設五州二廳（1926年增設澎湖廳而成為五州三廳），原臺北廳合併宜蘭廳及桃園廳的三角湧支廳而成為臺北州，其下設一市（臺北市）、九郡（七星郡、淡水郡、基隆郡、宜蘭郡、羅東郡、蘇澳郡、文山郡、海山郡及新莊郡）。
新設立的州轄臺北市為一獨立的行政單位，其下共設二十五個大字，即由原大加蚋堡中西部二十三個街庄、原擺接堡加蚋仔庄及原芝蘭一堡大直庄改制而成。其版圖僅及今臺北市的中西部地區。
今臺北地區相關市／郡如下：
- 州轄臺北市：轄臺北城內、崁頂、龍匣口、古亭村、林口、三板橋（以上位於今中正區）、艋舺、下崁、加蚋子（以上位於今萬華區）、大稻埕、大龍峒、番子溝（以上位於今大同區）、山子腳、牛埔、西新庄子、中庄子、下埤頭、朱厝崙、上埤頭、大直（以上位於今中山區）、大安、頂內埔、下內埔、六張犁（以上位於今大安區）、中崙（位於今松山區）等二十五個大字，悉在境內。
- 七星郡：轄一街五庄，其中士林庄、北投庄、松山庄、內湖庄在境內。
- 文山郡：轄四庄，其中深坑庄的萬盛、興福、內湖、坡內坑四個大字在境內[12]。

1922年（大正十一年）4月，臺北市中心的大字改制為「町」，郊區則仍維持大字、小字制度。當時市中心共設有六十四個町，郊區則仍有大直、下埤頭、西新庄子、中庄子、朱厝崙、上埤頭、中崙、大安、六張犁、下內埔等十個大字。1938年（昭和十三年），七星郡松山庄併入臺北市，增加松山、頂東勢、下塔悠、上塔悠、舊里族、中坡、五分埔、三張犁、興雅等九個大字。全市版圖向東大幅擴增，合計六十四個町、十九個大字。
1935年（昭和十年），曾在市、町之間設區，初時全市設七十七區。1941年（昭和十六年）底，因轄區已擴及松山地區，重新劃分為九十區。1944年（昭和十九年）3月，又重劃為六十一區。

### 中華民國時期

#### 省轄市時期（1945年－1967年）
1945年9月第二次世界大戰結束後，中華民國政府於10月25日接收臺灣，恢復臺灣省建制，省會設於臺北市。11月1日，臺北市改制為省轄市，仍因襲日治時期制度，全市設有六十一區。
1946年2月8日，市政府將原有六十一區重新整併為十區，即松山區、大安區、古亭區、雙園區、龍山區、城中區、建成區、延平區、大同區及中山區。區下設里、鄰，全市共有340里、4,158鄰。
下表為各行政區與日治末期六十一區名、町名、大字名對照表：
| 行政區 | 日治時期區名     | 日治時期町／大字                                                       |
| ------ | ---------------- | ---------------------------------------------------------------------- |
| 松山區 | 松山區           | 松山、舊里族                                                           |
| 松山區 | 五分埔區         | 五分埔、中坡                                                           |
| 松山區 | 三張犁區         | 三張犁、興雅                                                           |
| 松山區 | 塔悠區           | 上塔悠、下塔悠、頂東勢（上塔悠派出所管內）                             |
| 松山區 | 中崙區           | 中崙、頂東勢（中崙派出所管內）                                         |
| 大安區 | 昭和區           | 大安（部分）、福住町（部分）                                           |
| 大安區 | 錦區             | 錦町                                                                   |
| 大安區 | 福住區           | 東門町（部分）                                                         |
| 大安區 | 東門東區         | 東門町（部分）                                                         |
| 大安區 | 大安區           | 大安（部分）                                                           |
| 大安區 | 六張犂區         | 六張犁、下內埔                                                         |
| 古亭區 | 兒玉區           | 兒玉町、千歲町、新榮町                                                 |
| 古亭區 | 佐久間區         | 南門町、龍口町、佐久間町                                               |
| 古亭區 | 古亭區           | 古亭町（部分）                                                         |
| 古亭區 | 川端區           | 川端町                                                                 |
| 古亭區 | 馬場區           | 馬場町                                                                 |
| 古亭區 | 富水區           | 水道町、富田町                                                         |
| 雙園區 | 綠區             | 綠町、柳町                                                             |
| 雙園區 | 堀江區           | 堀江町                                                                 |
| 雙園區 | 花園區           | 東園町、西園町                                                         |
| 龍山區 | 新起區           | 西門町、新起町                                                         |
| 龍山區 | 老松區           | 若竹町、老松町                                                         |
| 龍山區 | 八甲區           | 八甲町、新富町一丁目                                                   |
| 龍山區 | 元園區           | 元園町、入船町一丁目、新富町二丁目                                     |
| 龍山區 | 有明區           | 有明町                                                                 |
| 龍山區 | 入船區           | 入船町二、三、四丁目                                                   |
| 龍山區 | 龍山寺區         | 龍山寺町                                                               |
| 龍山區 | 新富區           | 新富町三、四、五丁目                                                   |
| 城中區 | 城內區           | 北門町、明石町、表町、本町、京町、大和町、榮町、乃木町、書院町、文武町 |
| 城中區 | 聯合區           | 北門町、明石町、表町、本町、京町、大和町、榮町、乃木町、書院町、文武町 |
| 城中區 | 樺幸區           | 樺山町、幸町、大安（部分）                                             |
| 城中區 | 東門西區         | 東門町（部分）、旭町                                                   |
| 城中區 | 壽區             | 末廣町、壽町、築地町、濱町                                             |
| 建成區 | 建成二區         | 建成町二、三、四丁目、下奎府町（部分）                                 |
| 建成區 | 下奎府一區       | 下奎府町一、二丁目（部分）                                             |
| 建成區 | 下奎府二區       | 下奎府町一、二丁目（部分）                                             |
| 建成區 | 下奎府三區       | 下奎府町三丁目                                                         |
| 建成區 | 下奎府四區       | 下奎府町四丁目                                                         |
| 建成區 | 太平一區（部分） | 泉町（部分）、上奎府町（部分）、太平町一丁目（部分）                   |
| 建成區 | 建成一區（部分） | 建成町一丁目（部分）、太平町一丁目（部分）                             |
| 延平區 | 太平一區（部分） | 泉町（部分）、上奎府町（部分）、太平町一丁目（部分）                   |
| 延平區 | 太平二區         | 日新町二、三丁目、太平町五、六丁目                                     |
| 延平區 | 永樂一區         | 永樂町一、二丁目（部分）、港町一、二、三丁目（部分）                   |
| 延平區 | 永樂二區         | 永樂町三、四丁目、太平町四丁目                                         |
| 延平區 | 日新區           | 日新町一目、太平町三丁目                                               |
| 延平區 | 港區             | 永樂町一、二丁目（部分）、港町一、二、三丁目（部分）                   |
| 延平區 | 建成一區（部分） | 建成町一丁目（部分）、太平町一丁目（部分）                             |
| 大同區 | 蓬萊區           | 蓬萊町                                                                 |
| 大同區 | 太平三區         | 太平町七、八、九丁目                                                   |
| 大同區 | 大橋區           | 大橋町二、三、四丁目                                                   |
| 大同區 | 大龍峒上區       | 大龍峒町（部分）                                                       |
| 大同區 | 大龍峒下區       | 大龍峒町（部分）、河合町                                               |
| 中山區 | 大正區           | 大正町、三橋町                                                         |
| 中山區 | 御成區           | 御成町                                                                 |
| 中山區 | 宮前區           | 宮前町                                                                 |
| 中山區 | 大宮區           | 圓山町、大宮町、大直                                                   |
| 中山區 | 下埤頭區         | 下埤頭、西新庄子                                                       |
| 中山區 | 中園區           | 朱厝崙、中庄子、上埤頭                                                 |

#### 直轄市時期（1967年迄今）

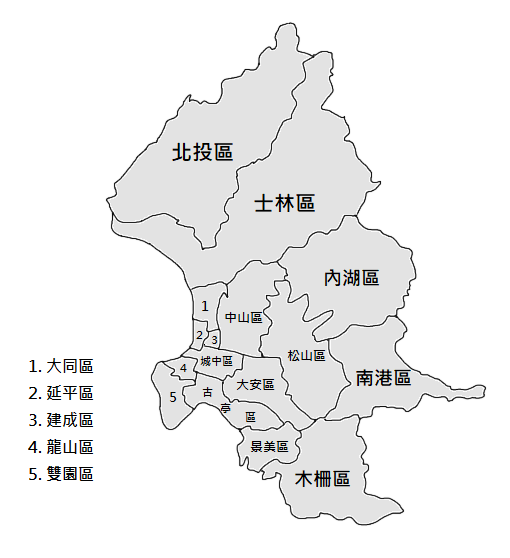
臺北市行政區劃圖（1968~1990）

1967年7月1日升格為直轄市，次年將原屬臺北縣（景美鎮、木柵鄉、南港鎮、內湖鄉）與陽明山管理局（士林鎮、北投鎮）的六個鄉鎮劃歸本市管轄。
1990年3月12日臺北市進行行政區重劃，將原來的16區調整為12區：
- 合併龍山區、雙園區、古亭區西側以及城中區福星、慈壽、萬壽三里為萬華區
- 合併城中區、古亭區中間部分為中正區
- 將古亭區東側併入大安區
- 合併景美區、木柵區為文山區
- 將建成區、延平區併入大同區
- 分割松山區南半部，設置信義區

這次調整忽略聚落傳統分界，改以現有幹道作為各區邊界：
- 以縱貫線鐵路區分大同中山松山與中正大安信義，使松山區中崙、中山區上埤頭各有一小部分被劃入大安區
- 以原邊界附近的復興南北路區分松山區、中山區，使松山區中崙被部分劃入中山區，中山區下埤頭被部分劃入松山區
- 以原邊界西南的和平東路三段區分大安區、信義區，使大安區六張犁被剖半割入信義區，在大安區東側形成一個內凹的缺角
- 以杭州南路、羅斯福路分割古亭區，使古亭、公館等地被剖半割入大安，在中正區東側形成一個內凹的缺角
- 以中華路三段分割古亭區，使臺北南機場地區今日分屬中正、萬華兩區

現今臺北市的轄區範圍，極東為南港區舊庄里，極西為北投區關渡里，極南為文山區指南里，極北為北投區湖田里；若包含淡水河水域，則極西為士林區富洲里。

## 各區簡介
目前臺北市共有12個市轄區，約略簡介如下：（按照郵遞區號排列）

### 中正區（100）
中正區位於臺北市西南側，涵蓋臺北府城大部份區域，為較早開發的臺北城區，此區以區內名勝中正紀念堂為名。區內的臺北車站為臺北市重要的交通樞紐，重要的中央政府部門多位於此區；文教機構則有國家圖書館、兩廳院、國立臺灣博物館、國立歷史博物館與南海學園，以及著名大專院校臺北市立大學、臺大醫學院與公共衛生學院、東吳大學城中校區、國立臺北商業大學和建中、北一女兩所臺北頂尖的中學；並有二二八和平公園、中正紀念堂、臺北植物園等三大公園。

### 大同區（103）
大同區位於臺北市西側，西與新北市三重區隔河相望，此區以孔子禮記禮運大同篇為名。大同區是臺北市最早發展的區域，涵蓋大稻埕與大龍峒兩大區域，有臺北市孔廟、保安宮等古蹟；大稻埕曾繁華一時，目前較為老舊，有許多早期洋房，也是南北貨的集散地。

### 中山區（104）
中山區位於臺北市，鄰近臺北車站，亦為較早開發的臺北城區。此區為紀念孫中山先生曾於本區西南角梅屋敷（今屬中正區的國父史蹟紀念館）休憩而得名。中山北路貫穿此區。此區有中山站南西商圈、中山足球場及臺北市立美術館。

### 松山區（105）
松山區位於臺北市幾何中心，區內住商混合，有許多知名的百貨公司，臺北小巨蛋及臺北松山機場也位於此區。區內的饒河街夜市則為臺灣著名的觀光夜市之一。

### 大安區（106）
大安區位於臺北市，是臺北市的文教、住商混合區，臺大、臺師大、臺科大、北科大、國北教大等著名大學以及頂尖高中國立臺灣師範大學附屬高級中學均位於此區，本區南部臺大、師大一帶書店林立，文化涵養多元；北部則為商業辦公及住宅混合區，忠孝東路三、四段一帶為東區商圈，每逢假日人潮洶湧。

### 萬華區（108）
萬華區位於臺北市市中心，區內有西門町商圈，為臺北市最重要的消費商圈。萬華舊稱艋舺，是全臺北最早發展的地區之一，現今有許多老舊社區與古蹟，同時萬華區北部也。萬華區同時也有供應臺北市新鮮果菜與肉類的運銷中心。

### 信義區（110）
信義區是臺北市的市政中心，原屬於松山區的一部分，故區內道路多有松字開頭，學校也不以信義命名，如松山高中、松山工農、松山家商實際上都位於信義區。信義計畫區即位於此區，有臺北市政府與市議會等政府部門與百貨公司，許多臺灣的金控公司也將總部設於此，位於信義計畫區的臺北101大樓曾為世界第一高樓。

### 士林區（111）
士林區位於臺北市北部，以數個消費商圈和住宅區為主，士林區宜住宜商文教設施亦豐，國立故宮博物院、國立臺灣科學教育館、臺北市立天文科學教育館等社教場所均位於本區，以及天母商圈、陽明山國家公園部份也位在此區，臺北市立大學、銘傳大學、東吳大學、中國文化大學等知名公私立大學，全台歷史最悠久的國民小學士林國小。位於區內的士林夜市亦是臺灣知名代表夜市之一。

### 北投區（112）
北投區是臺北市最北端的行政區，與新北市淡水區、金山區接壤。陽明山國家公園部份位於此區，有著名的北投溫泉及關渡風景區。

### 內湖區（114）
內湖區位於臺北市東北部，東鄰新北市汐止區。相較於萬華區、大同區和中正區等最早開發的地區、內湖區目前仍為臺北市的新開發地區，有內湖科技園區與三軍總醫院。

### 南港區（115）
南港區是臺北市最東邊的行政區。與新北市汐止區、深坑區和石碇區接壤，中華民國中央研究院即設於此區，近年來政府在此區增設南港軟體園區與南港經貿園區，並推行東區門戶計畫。

### 文山區（116）
文山區是臺北市最南端的行政區，與新北市新店區、石碇區和深坑區接壤，由景美與木柵兩部分組成，經區劃調整後合併為文山區。此區多山，故開有多條隧道，如辛亥隧道、懷恩隧道、文山隧道，並設有國道三甲聯絡臺北市區。中華民國考試院設於此處，並有政治大學和世新大學等知名大學，以及貓空和臺北市立動物園等著名景點。

## 列表
臺北市共轄12區，以下資料時間為2024年底。
| 區名   | 區域 代碼 | 面積 （km²） | 下轄 里數 | 下轄 鄰數 | 人口數    | 人口 消長 | 人口密度 （人/km²） | 區花   | 地圖 |
| ------ | --------- | ------------ | --------- | --------- | --------- | --------- | ------------------- | ------ | ---- |
| 松山區 | 63000010  | 9.2878       | 33        | 760       | 191,826   | -1,573    | 20,654              | 朱槿   |      |
| 信義區 | 63000020  | 11.2077      | 41        | 914       | 205,067   | -1,692    | 18,297              | 野牡丹 |      |
| 大安區 | 63000030  | 11.3614      | 53        | 1,026     | 289,908   | -1,824    | 25,517              | 波斯菊 |      |
| 中山區 | 63000040  | 13.6821      | 42        | 871       | 215,245   | -1,101    | 15,732              | 蝴蝶蘭 |      |
| 中正區 | 63000050  | 7.6071       | 31        | 583       | 148,375   | -1,780    | 19,505              | 木棉花 |      |
| 大同區 | 63000060  | 5.6815       | 25        | 525       | 118,992   | -938      | 20,944              | 茶花   |      |
| 萬華區 | 63000070  | 8.8522       | 36        | 723       | 171,915   | -1,737    | 19,421              | 白牡丹 |      |
| 文山區 | 63000080  | 31.5090      | 43        | 1,008     | 258,333   | -1,980    | 8,199               | 杏花   |      |
| 南港區 | 63000090  | 21.8424      | 20        | 455       | 112,643   | -1,316    | 5,157               | 桂花   |      |
| 內湖區 | 63000100  | 31.5787      | 39        | 916       | 273,748   | -2,432    | 8,669               | 九重葛 |      |
| 士林區 | 63000110  | 62.3682      | 51        | 996       | 264,194   | -2,757    | 4,236               | 玫瑰花 |      |
| 北投區 | 63000120  | 56.8216      | 42        | 823       | 240,623   | -1,887    | 4,235               | 櫻花   |      |
| 臺北市 | 63000     | 271.7997     | 456       | 9,600     | 2,490,869 | -21,017   | 9,164               |        |      |

- 人口消長計算方式為2024年底人口減去2023年底人口，負值以紅字表示，正值以藍字表示，沒有增長以綠字表示
- 各區人口密度以4捨5入至小數點前1位計之

## 地圖
| 臺北市行政區劃示意圖 |
|                      |

## 次分區
自2000年起，在各區之下增設次分區，作為輔助的行政區劃，每區劃定4﹣7個次分區，臺北市共有68個次分區。

## 圖集

臺北市各行政區圖集
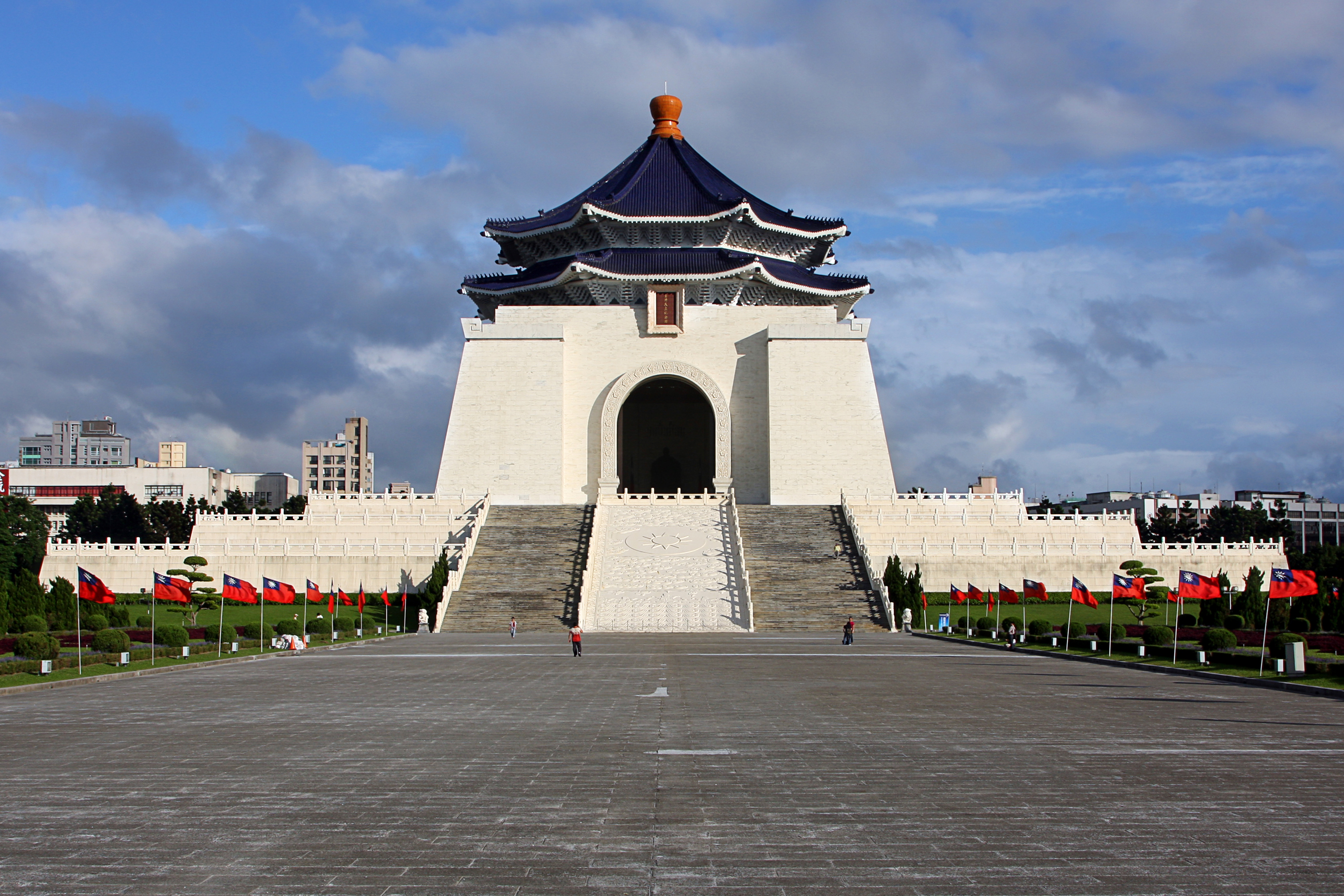
中正區中正紀念堂
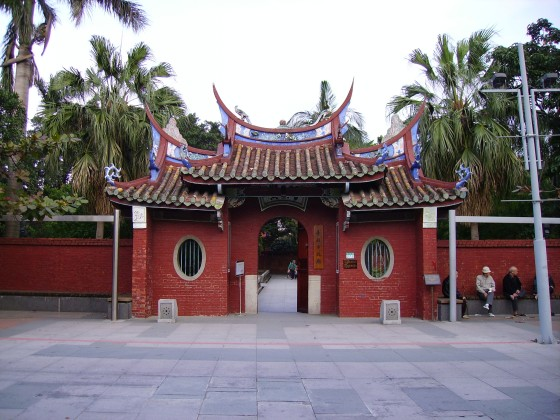
大同區大龍峒孔廟
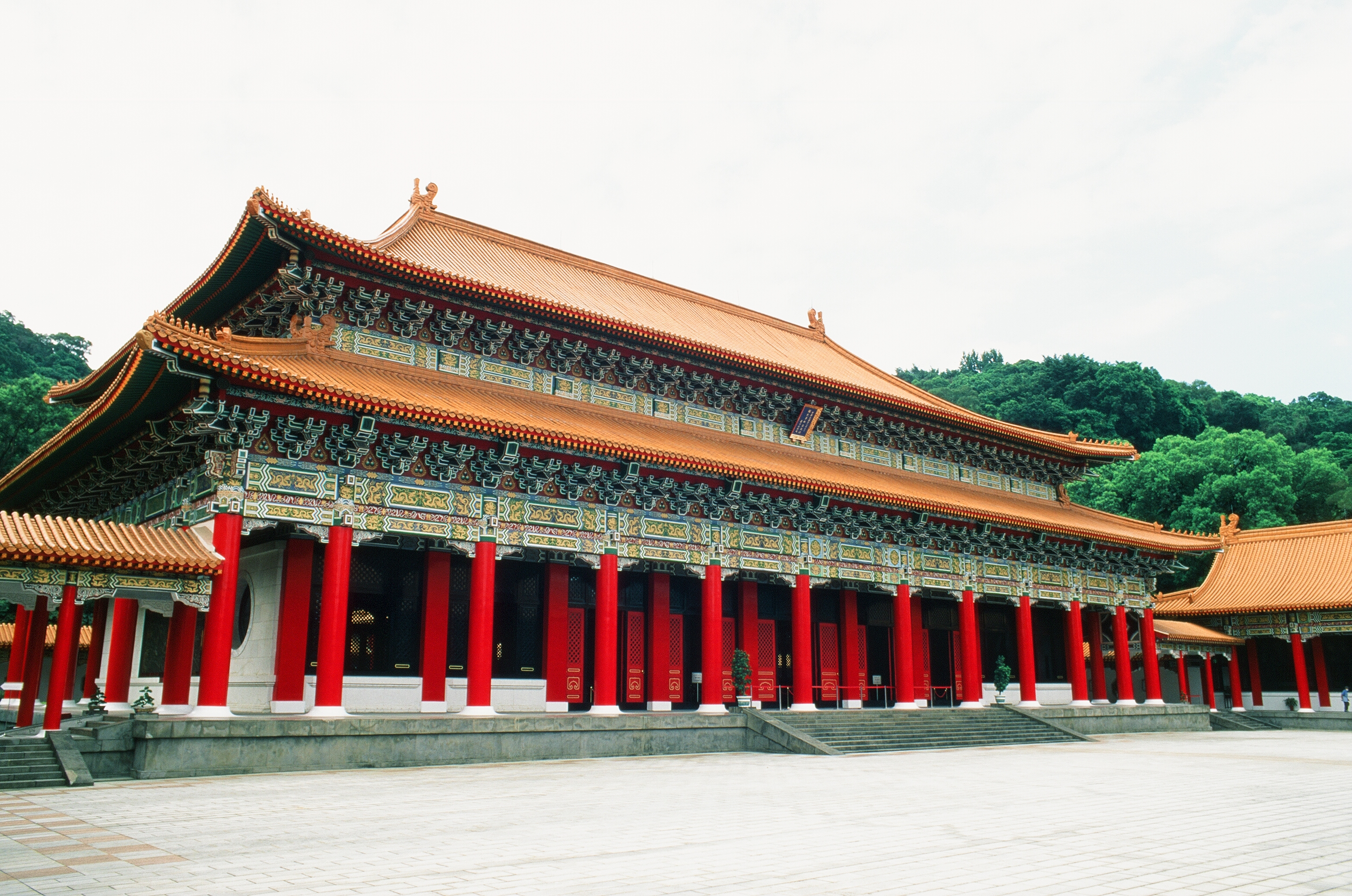
中山區臺北忠烈祠
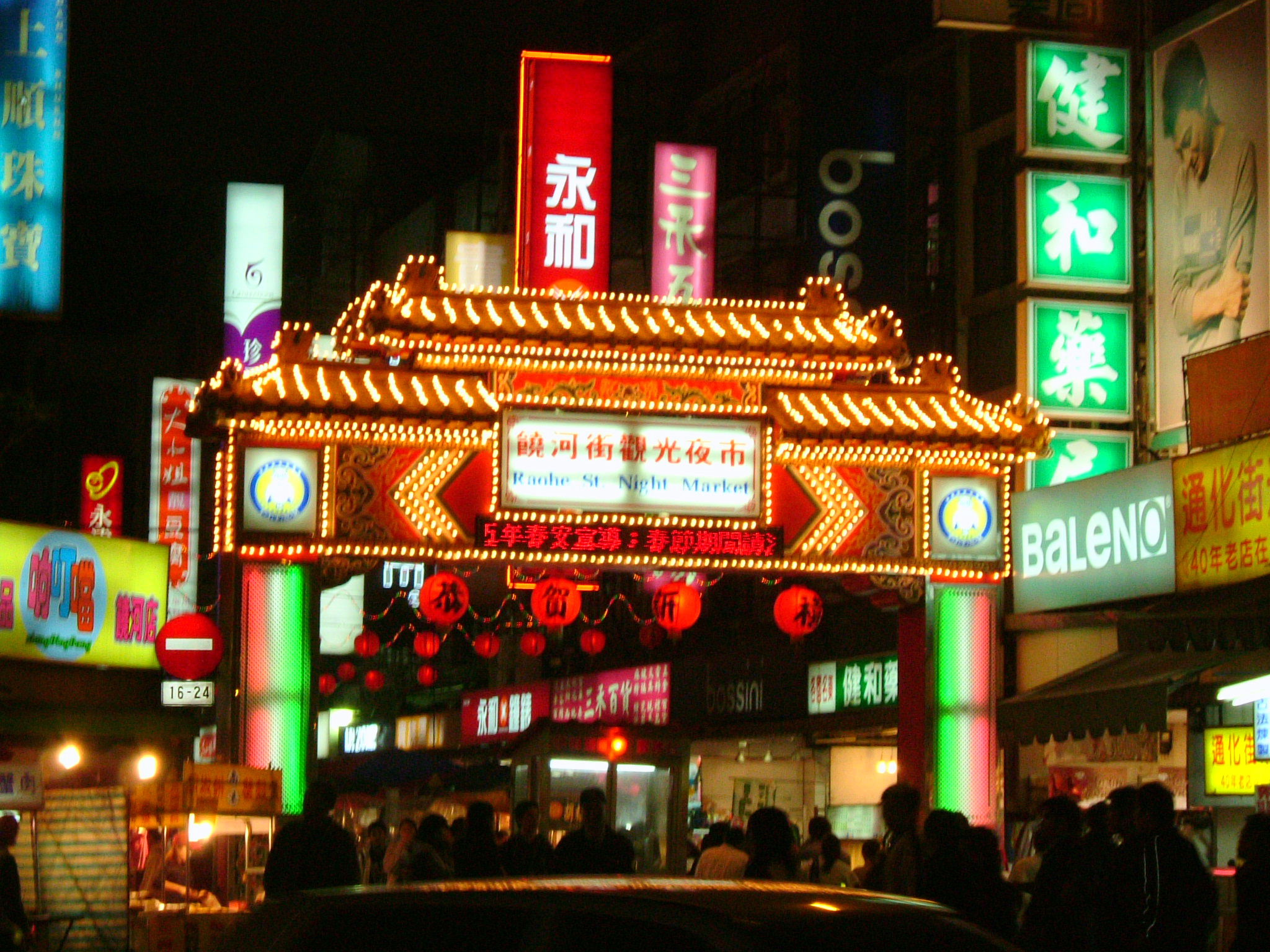
松山區饒河街觀光夜市
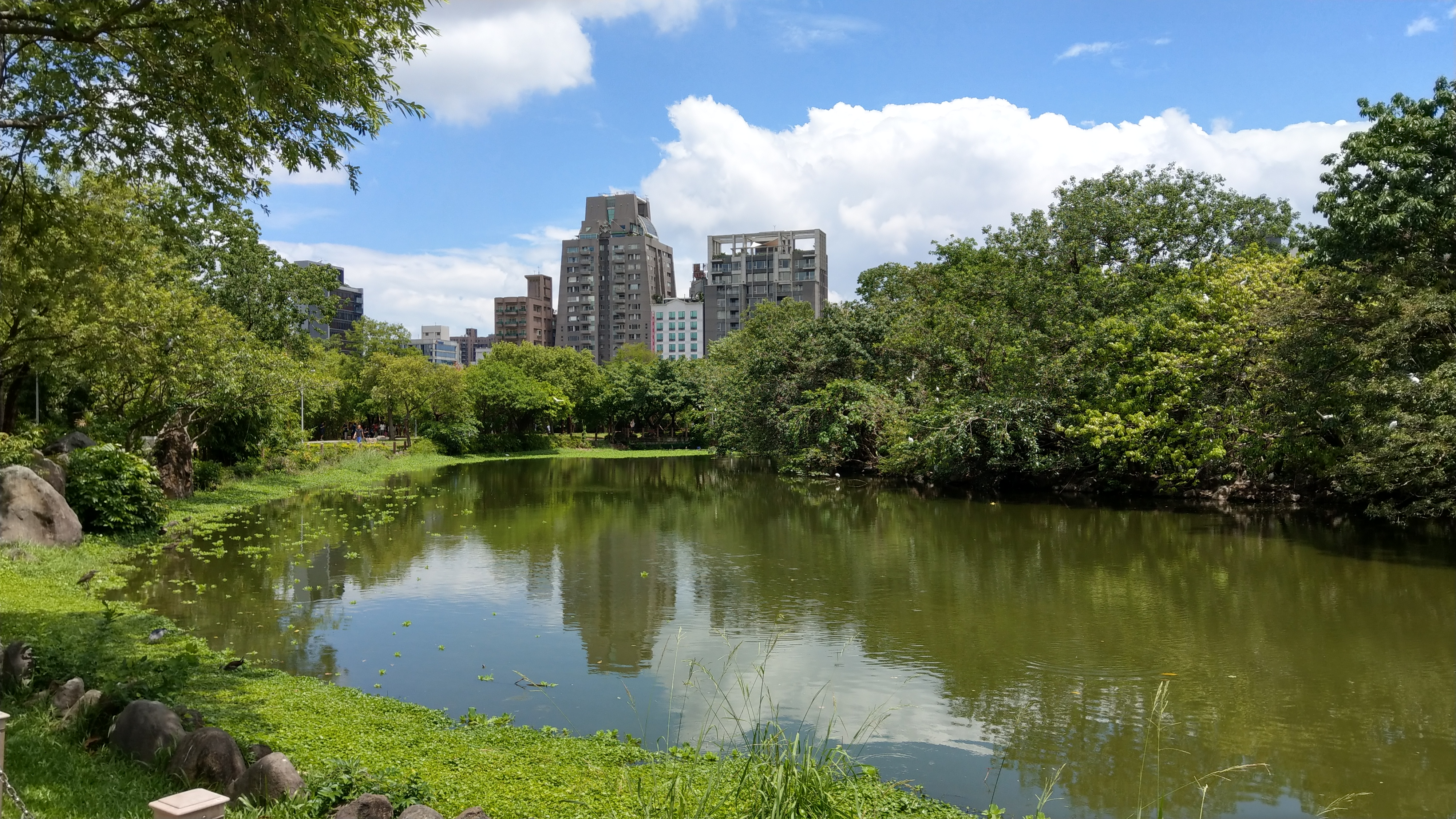
大安區大安森林公園生態水池
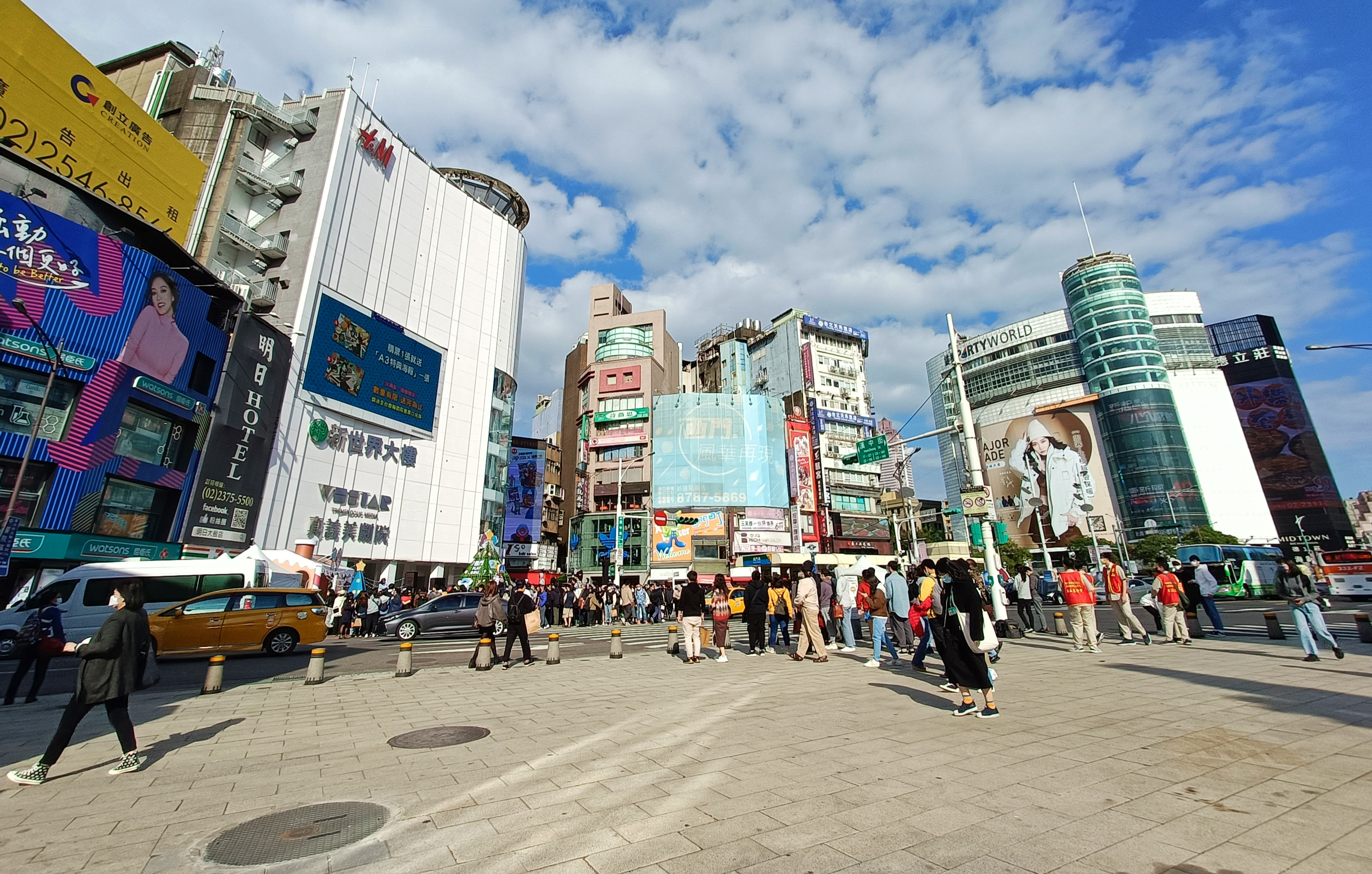
萬華區西門町
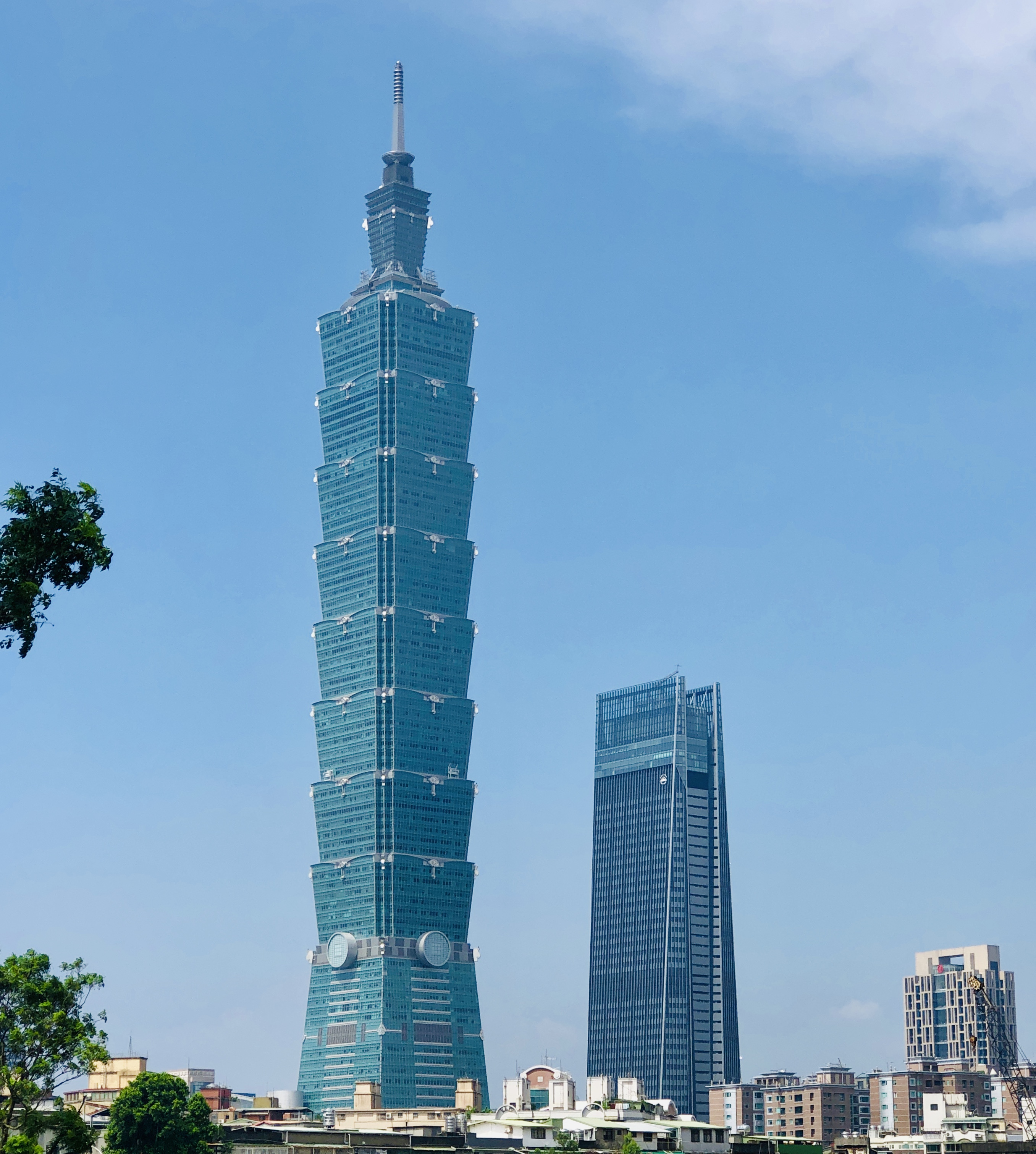
信義區台北101與臺北南山廣場
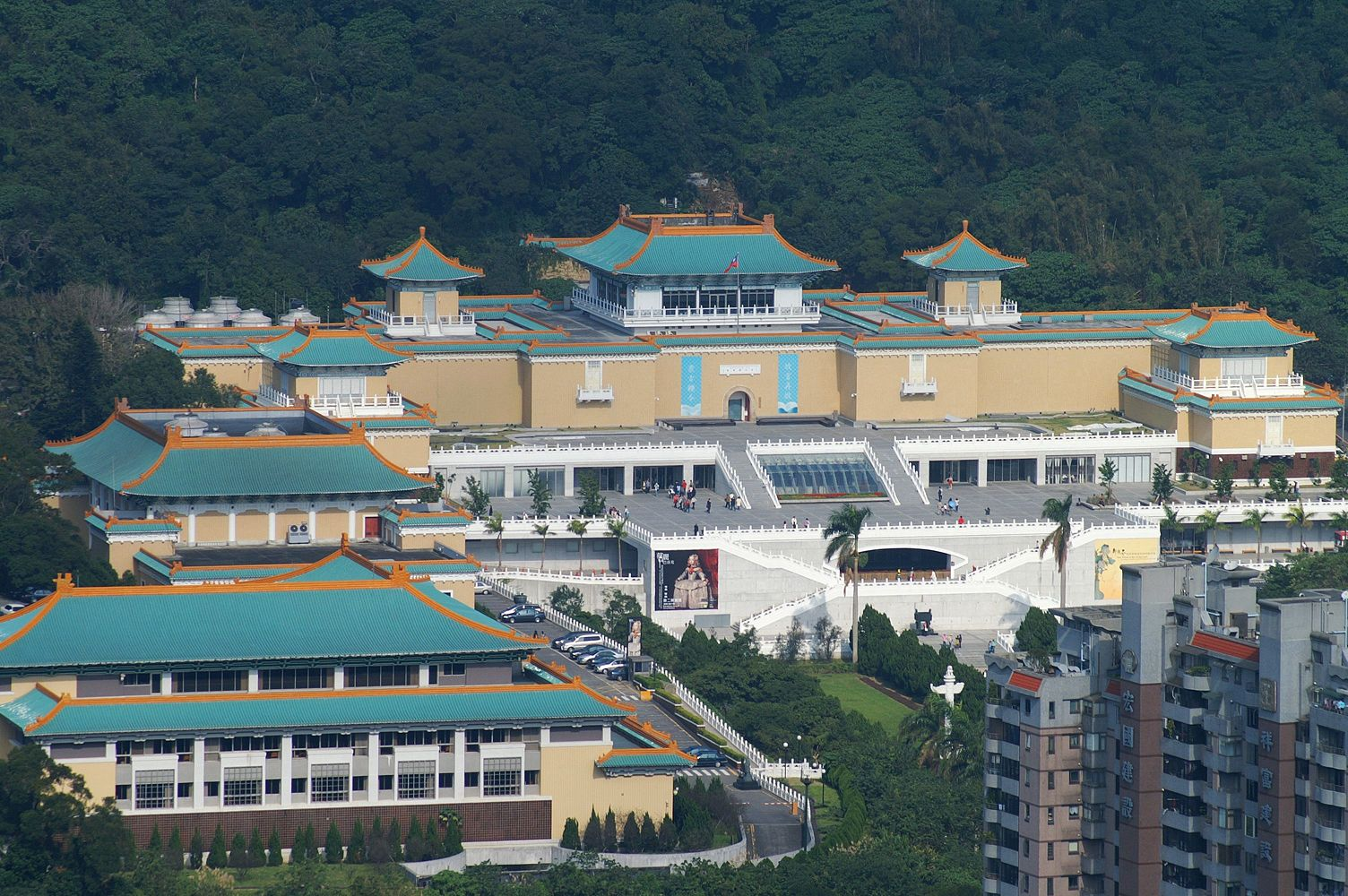
士林區國立故宮博物院
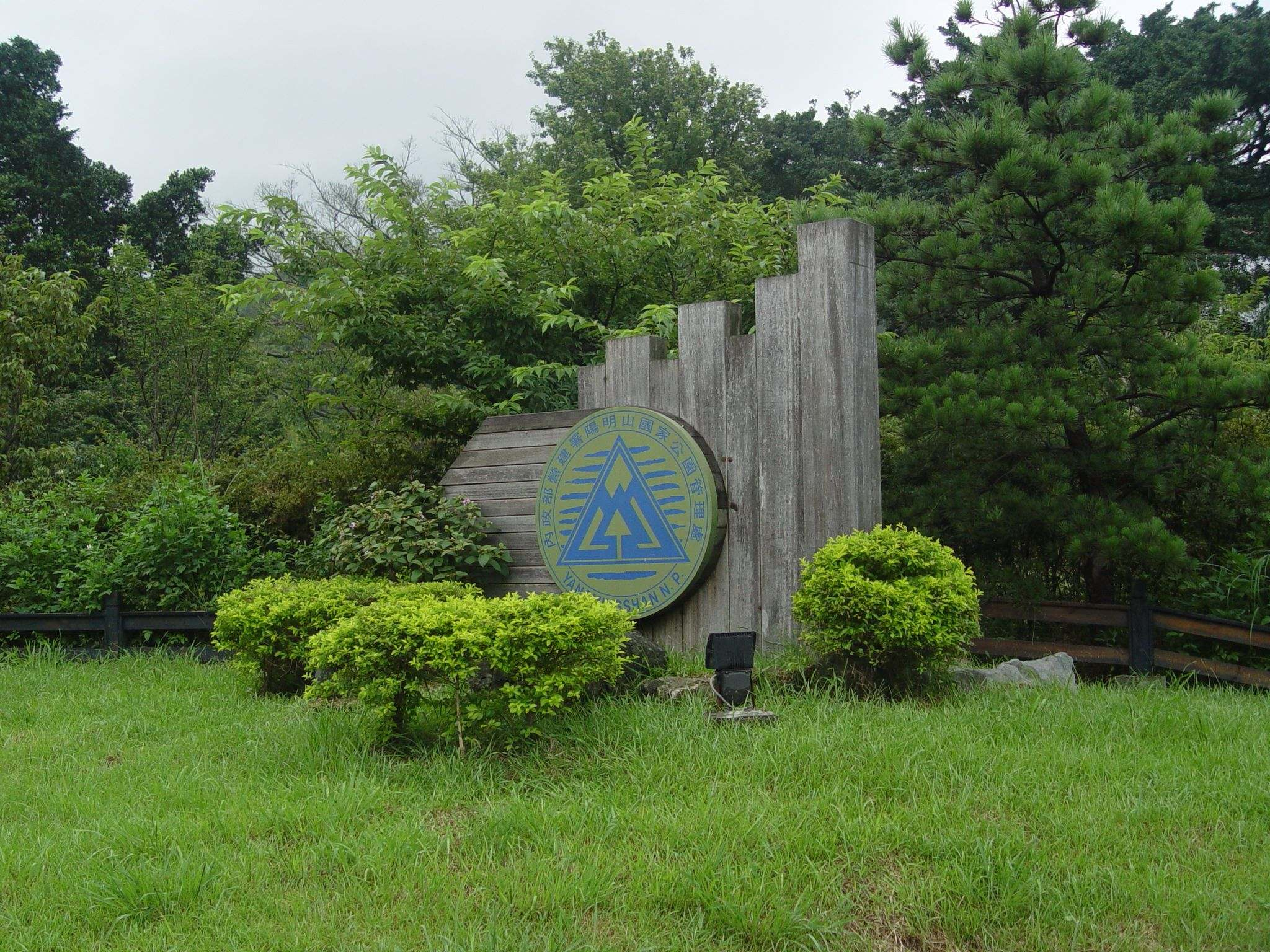
北投區陽明山國家公園管理處
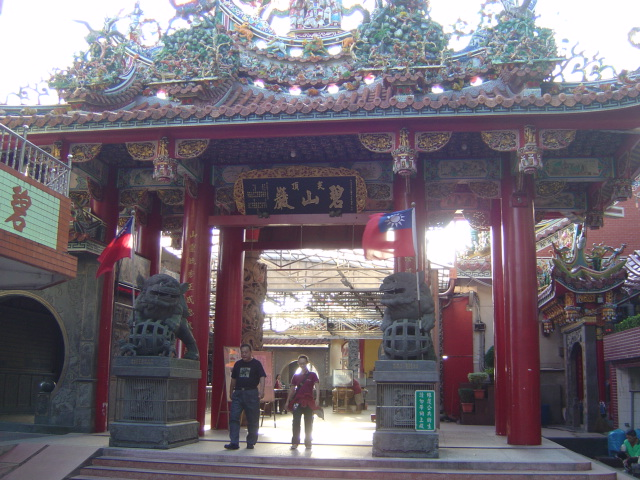
內湖區碧山巖
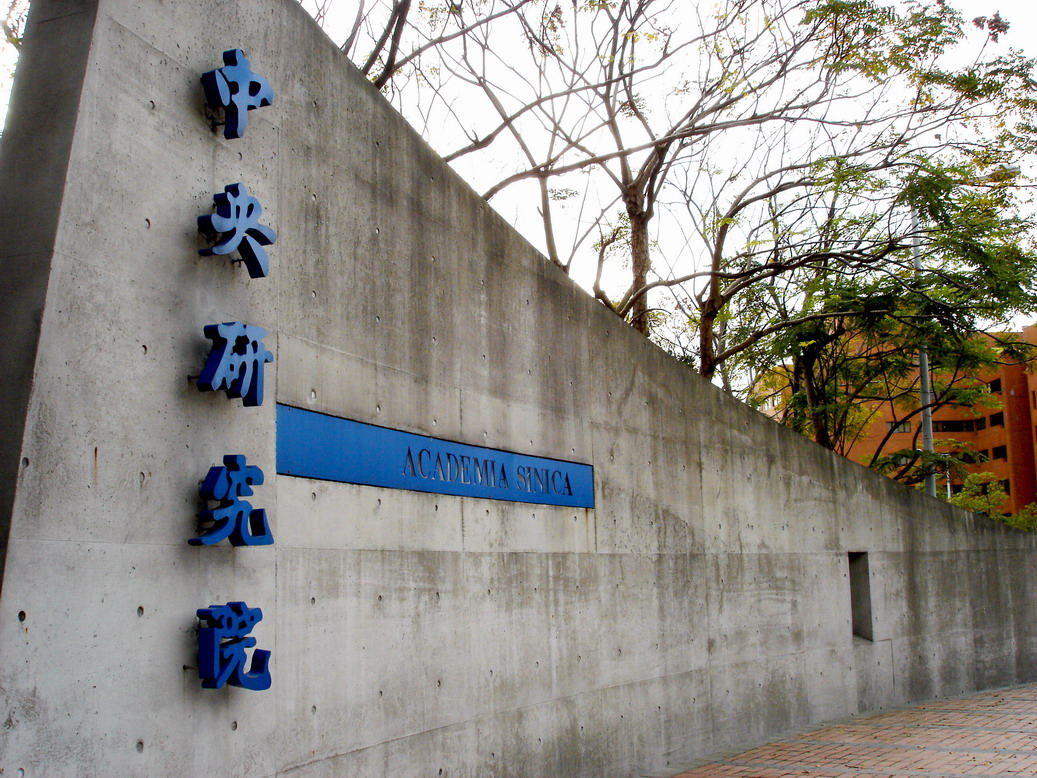
南港區中央研究院
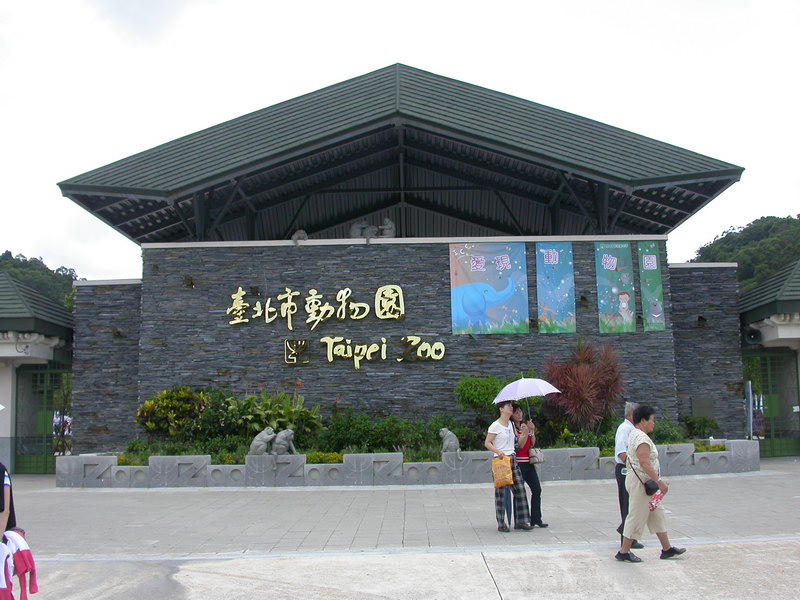
文山區臺北市立動物園

## 外部連結
- 臺北市編印101年版臺北市全市圖暨12區行政區域圖 （页面存档备份，存于）
- 台北市區里鄰電子地圖 （页面存档备份，存于）
- 1983年臺北市16區行政區域圖 （页面存档备份，存于）